# Figueira Muita
Figueira Muita es una localidad caboverdiana del municipio de Tarrafal.

## Geografía
La localidad está situada en la isla de Santiago.

## Organización territorial
La localidad abarca los lugares y barrios de:
- Caldeira
- Figueira Muita
- Kelem
- Monte Mosca
- Ponta Alto